# Stadio Michel d'Ornano
Lo Stade Michel d'Ornano è il principale stadio comunale della città di Caen, capace di ospitare fino a 21.000 spettatori. Ospita le partite casalinghe dello Stade Malherbe de Caen ed è stato intitolato all'omonimo ex presidente della regione francese della Bassa Normandia, di cui Caen è capoluogo.